# The Paramour Sessions
The Paramour Sessions es el cuarto álbum de estudio del grupo Papa Roach, fue grabado entre diciembre de 2005 y mayo de 2006 y fue lanzado el 12 de septiembre de 2006. Para su grabación el grupo alquiló la "Mansión Paramour", de ahí el nombre del disco. Al igual que en su anterior disco Getting Away With Murder el grupo se aleja de su anterior sonido nu metal para  hacer una dirección más cercana al rock genérico.
El álbum está dedicado al abuelo de Jacoby Shaddix, Howard William Roatch, fallecido en 2006.

## Lista de canciones
| N.º | Título                                         | Duración |  |
| 1.  | «...To Be Loved»                               | 3:03     |  |
| 2.  | «Alive (N' Out of Control)»                    | 3:22     |  |
| 3.  | «Crash»                                        | 3:21     |  |
| 4.  | «The World Around You»                         | 4:35     |  |
| 5.  | «Forever»                                      | 4:06     |  |
| 6.  | «I Devise My Own Demise»                       | 3:36     |  |
| 7.  | «Time Is Running Out»                          | 3:23     |  |
| 8.  | «What Do You Do?»                              | 4:22     |  |
| 9.  | «My Heart Is a Fist» (featuring Travis Barker) | 4:58     |  |
| 10. | «No More Secrets»                              | 3:15     |  |
| 11. | «Reckless»                                     | 3:34     |  |
| 12. | «The Fire»                                     | 3:32     |  |
| 13. | «Roses on My Grave»                            | 3:13     |  |

Edición para España y Latinoamérica

| N.º | Título                                    | Duración |  |
| 14. | «Cicatrices (Scars)» (Versión en español) | 3:28     |  |

Edición para el Reino Unido

| N.º | Título                    | Duración |  |
| 14. | «Scars» (Live In Chicago) | 3:38     |  |
| 15. | «SOS»                     | 2:44     |  |

iTunes Edición

| N.º | Título                            | Duración |  |
| 16. | «The Addict» (iTunes Bonus Track) | 3:26     |  |

## Singles
- "...To Be Loved" Lanzado el 1 de agosto de 2006.
- "Forever" Lanzado el 15 de junio de 2007.
- "Time Is Running Out" Lanzado en 2007
- "Reckless" Lanzado en 2007

## Personal

### Créditos interpretación
- Jacoby Shaddix - Voz
- Jerry Horton - Guitarra, Coros
- Tobin Esperance - Bajo, Guitarra, Coros
- Dave Buckner - Batería, Coros
- Howard Benson - Teclados
- Lenny Castro - Percusión
- Jamie Muhoberac - Piano
- Mark Robertson - Arreglos de cuerdas
- Jen Kuhn - Arreglos de cuerdas

### Créditos técnicos
- Howard Benson - Productor
- Paul DeCarli - Pro-Tools
- Ted Jensen - Masterizado
- Michael Rosen - Ingeniero
- Mike Plotnikoff - Ingeniero
- Casey Stone - Ingeniero
- Mike Renault - Gestión
- Dennis Sanders - Gestión
- Dave Buckner - Director artístico
- Greg Patterson - Director artístico
- Andrés Gil Torres - Técnico de guitarras
- Jon Nicholson - Técnico de baterías
- Yuri Karapetyan - Técnico de baterías
- Paul Orescan - Marketing
- Jeff Toll - Ilustraciones